# Cap de Catalunya
Cap de Catalunya är en udde i Spanien.   Den ligger i regionen Balearerna, i den östra delen av landet, 600 km öster om huvudstaden Madrid.
Terrängen inåt land är lite kuperad. Havet är nära Cap de Catalunya åt nordost.  Närmaste större samhälle är Port de Pollença, 10,3 km sydväst om Cap de Catalunya. 